# ワイプ
映像技術用語としてのワイプ（英：wipe）とは、第1義に、映画用語として「新たな画面を差し込んでいくことで前の画面を拭き取る（wipeする）ように消していく場面転換（トランジション、切り替え表現）の技術・技法」である。また、画面上に別の場面を重ねることも指す。
そしてまた、第1義から転じて、第2義には、メイン画面の一部分に小窓のような別画面を設けて映像を表示する演出方法を指す。
第1義の用法として、元の映像を次の映像が押し出すように表示されていく場合、この映像効果を「プッシュワイプ」という。また、少なくとも日本語では、第1義および第2義の「ワイプ」を差し込みを「ワイプイン」「ワイプアウト」などと表現する。また、第2義のワイプのことを日本語では「コーナーワイプ」と呼ぶ。テレビ番組などで出演者の顔を映すことを主目的としたコーナーワイプを指して「顔小窓（かお こまど）」と呼ぶ例もある。

## 映像技術
映画で、場面転換、視点や時間などが変わったことを示す、あるいは複数の場所・内容を同時に伝えるといったモンタージュ技法のひとつとして使用。
映像技術としてはワイプパターンによりキーを生成し、キーで元画面を抜き、二つの画面を合成する。転じて、子画面に対象物を映すことを「ワイプで抜く」、また逆に映されることを「ワイプで抜かれる」と言うことがある。
フィルムにおいては光学合成、テレビではミクサー・キーヤー、あるいはデジタル合成によってワイプを行う。

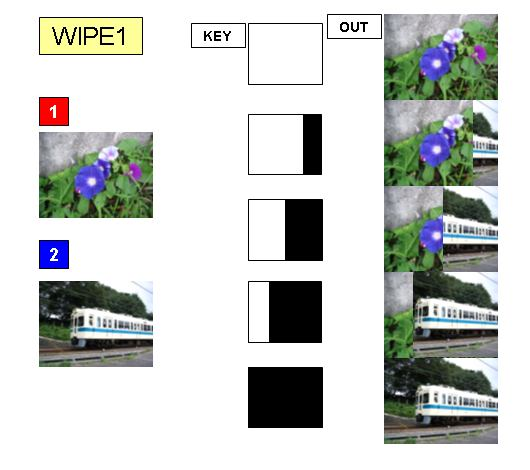
ワイプ（左右）
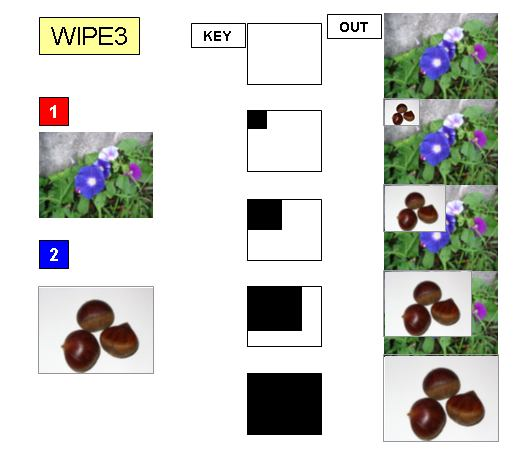
DVEワイプ（コーナー）

## テレビ番組
テレビ番組に用いられる「ワイプ」について、日本での典型例としては、以下のようなものがある。
- 子供番組では、場所、時間など段落が変わるときに使われる。境目の区切り線や効果音が付く場合も多い。丸型ワイプを途中で停止させて、回想や想像を示すこともある。『さわやか3組』（Eテレ）に初めてワイプが使われた当時（1991年）は、画面Aと画面Bの境目が明瞭でないため、ワイプ1回に3秒費やしていた。その後、画面の境目に青やオレンジ色の太い区切り線がつけられるようになり、区切りが明確化されるとともに、ワイプに費やされる時間は短くなった[9]。プレゼンテーションソフトの Microsoft PowerPoint にはアニメーション機能が付いているが、フェードやスライドインなど画面を切り替えるワイプ機能は、標準設定が0.5秒になっている。
- 中継先の映像を同時に表示する。
- ニュース番組で、次に伝えるニュース素材を子画面にしてアナウンサーの肩の上に表示する。

テレビ番組において、画面の拡大縮小とともにワイプを行うDVEワイプは1970年代以降普及するが、その嚆矢となったのは、1971年（昭和46年）に日本テレビがプロ野球中継（ナイター中継）終了後に後続番組（テレビドラマなど）の中でワイプ加工した小画面をはめ込んでナイター中継を続行する手法を採用したことであるという。

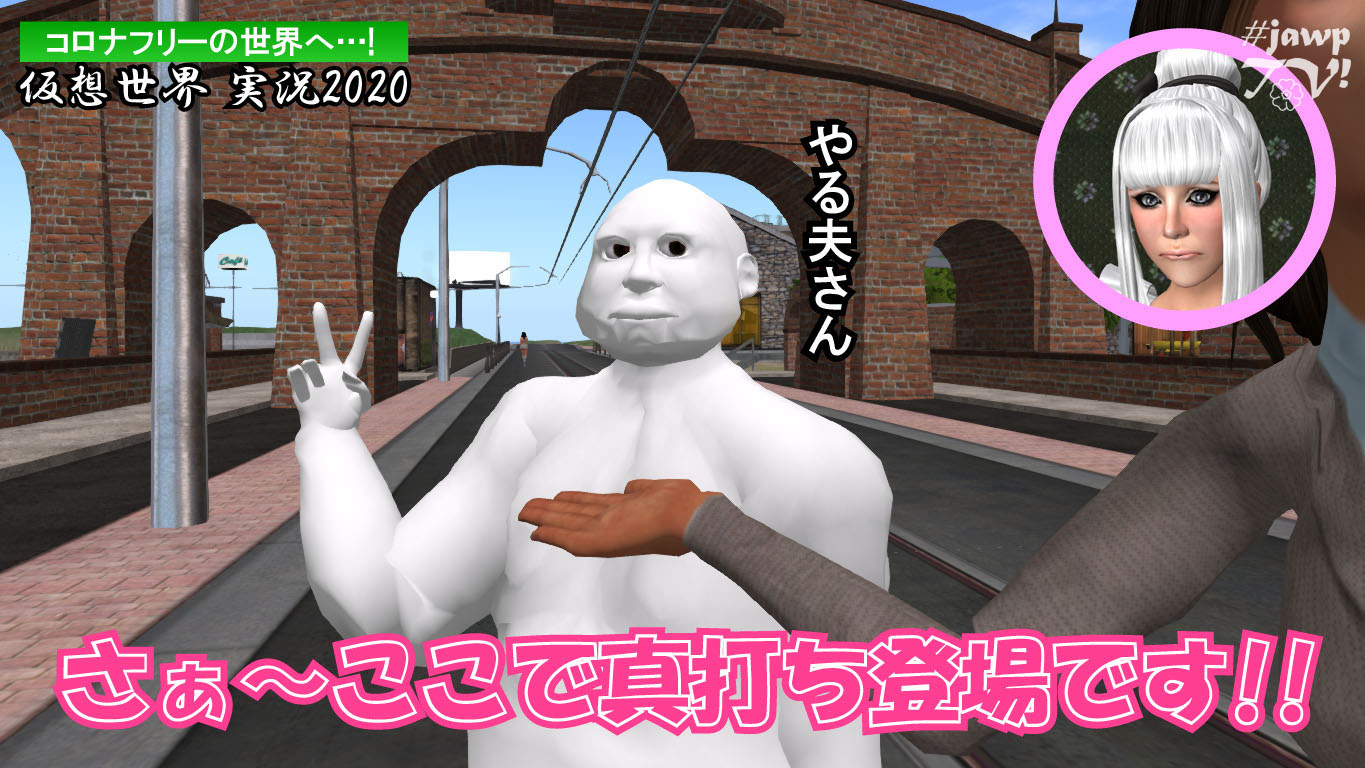
バラエティ番組の例
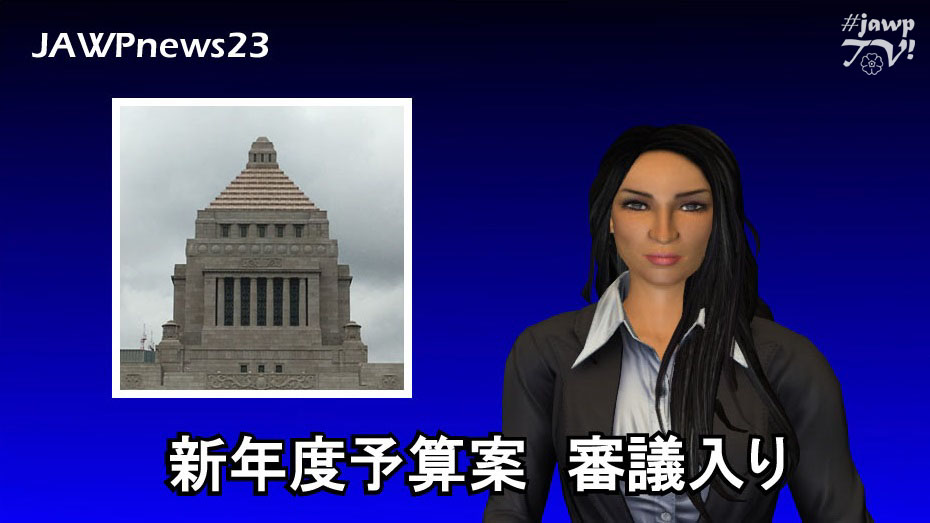
ニュース番組の例

### ワイプ芸と批判
1990年代頃からの日本のバラエティ番組などではこの演出が頻用され、その多くで出演者が大げさなリアクションをとるが、それを「芸能人のスキル」や、番組制作者側の視点で「出演者の義務」ないし「プロとして期待したい対応」と見做した場合、「ワイプ芸」と呼ぶ例がある。具体的には収録済みの映像を番組内で見ている際の出演者の様子を同時に表示する。
一方バラエティ番組などの多くでワイプ芸が見られることについて、「邪魔」「必要ない」などといった強い嫌悪感を抱く視聴者も少なくない。「感情や判断の強要」である、「こう思え」「こう考えよ」「こう判断せよ」と示唆している、などといった批判が、一般視聴者や情報発信の研究者から挙がっている状況であるが、1990年代から活動している放送作家の長谷川良品によると、視聴者の中から不満の声が挙がっていること自体を知ろうともせず、嫌われているとは夢にも思っていない制作責任者ばかりであるという。
元日本テレビプロデューサーの吉川圭三は自身がかつて『世界まる見え!テレビ特捜部』で苦肉の策として行った手法にルーツがあるとし、現在のワイプの状況について「あれは私の“罪”ですね」と語っている。
バラエティ番組『マツコ&有吉 かりそめ天国』の2019年（平成31年）3月20日放送回で「ワイプ芸をしない」理由を語ったお笑い芸人・有吉弘行のように、こうしたリアクションを拒否する出演者もいる。番組の中で、有吉は、事実でないと分かっていながらも謳われる「テレビ初公開」などの虚偽情報にさえワイプ芸を求められると言い、「俺らもつらい」「詐欺師の片棒を担いでいるみたいに思われる」と、出演者の苦労を吐露している。対して、もう一人の出演者であるマツコ・デラックスの意見は、有吉とは対照的におおむね肯定的なものであった。

## 同根語
- ワイパー - 英語 "wiper" は、"wipe" の同根語（動詞 "wipe" からの派生語）。つまり、英語では「拭き取るもの（者や物）」、日本語では「拭き取る道具」の一種を指す。